# 魔法戦隊マジレンジャー/呪文降臨〜マジカル・フォース
「魔法戦隊マジレンジャー／呪文降臨〜マジカル・フォース」（まほうせんたいマジレンジャー／じゅもんこうりん〜マジカル・フォース）は、岩崎貴文の1枚目、およびSister MAYOの4枚目のシングル。2005年3月2日にコロムビアミュージックエンタテインメントから発売された。

## 概要
テレビ朝日系特撮テレビドラマ『魔法戦隊マジレンジャー』の主題歌を収録したシングル。「魔法戦隊マジレンジャー」はオープニング、「呪文降臨〜マジカル・フォース」はエンディングテーマとしてそれぞれ使用された。
当作品はオリコン初登場でスーパー戦隊シリーズの主題歌として最高位となる17位を記録し、発売から2ヶ月弱で10万枚を売り上げ（オリコンでは8万枚）、2013年3月現在、「スーパー戦隊シリーズ」主題歌において最高記録の売上を持つ（オリコン調べ）。岩崎は『第20回日本ゴールドディスク大賞』ニュー・アーティスト・オブ・ザ・イヤーを受賞した。

## 収録曲
（全作詞：岩里祐穂）
1. 魔法戦隊マジレンジャー [4:57]
歌：岩崎貴文
作曲：岩崎貴文、編曲：京田誠一
Stage.2・11・13・14・18・22・32・44・Final Stageでは挿入歌として、Stage.3・5・29ではインストゥルメンタル版として、Stage.1・25ではインストゥルメンタル版と併用して使用された。
2. 呪文降臨〜マジカル・フォース [4:43]
歌：Sister MAYO
作曲：YOFFY、編曲：サイキックラバー・大石憲一郎
Stage.8では麗と芳香が歌唱していた。
3. 魔法戦隊マジレンジャー（オリジナル・カラオケ）
4. 呪文降臨〜マジカル・フォース（オリジナル・カラオケ）

## 楽曲解説
魔法戦隊マジレンジャー
ヴォーカルおよび作曲の岩崎は九州を中心に活動していたロックバンド「NO?YES!!」のギタリスト。岩崎は、製作発表やライブイベントでは金色のジャケットを着用し、特注の金色のギターを携え"轟く音のエレメント"マジゴールドを自称して登場している。
岩崎は、主題歌コンペティションに自作曲を提出したところ、デモテープでの岩崎の歌声をディレクターが気に入ったためヴォーカルへの起用に繋がった。岩崎は元々自身で歌うつもりはなく、起用が決まった際に岩崎は、当時師事していた山田信夫（NoB）の元で歌のレッスンをしたとのこと。岩崎は作曲にあたって爽やかさを意識しており、歌唱についても爽やかな歌い方であったことが選ばれた理由であったとしている。
劇場版では、挿入歌の一つとして使われた。
太鼓の達人シリーズにも収録されたことがある。
呪文降臨〜マジカル・フォース
主題歌コンペティションではサイキックラバー自身が歌うオープニング曲候補として提出された。最後に戦隊名のコールが入るのはその名残である。
当初はベテラン歌手が歌うことも検討されていたが、日本コロムビアプロデューサーの八木仁は打ち合わせに脚本家の横手美智子が同席した時に両者が参加したテレビアニメ『ジャングルはいつもハレのちグゥ』を想起し、その主題歌を担当していたSistar MAYOが起用された。
2番Aメロの「狼の遠吠え」はサイキックラバーのYOFFY、間奏後のBメロの歌詞で被さる男性コーラスはアレンジャーの大石によるもの。

## 収録アルバム
| 曲名                         | 収録アルバム | 発売日         | 備考             |
| ---------------------------- | --- | -------------- | ---------------- |
| 魔法戦隊マジレンジャー       | 『コロちゃんパック 魔法戦隊マジレンジャー&スーパー戦隊』                                                             | 2005年3月30日  |                  |
| 魔法戦隊マジレンジャー       | 『魔法戦隊マジレンジャー オリジナルサウンドトラック マジカルサウンドステージ1』                                      | 2005年4月20日  | サウンドトラック |
| 魔法戦隊マジレンジャー       | 『CDツイン 魔法戦隊マジレンジャー&スーパー戦隊シリーズ』                                                             | 2005年6月22日  |                  |
| 魔法戦隊マジレンジャー       | 『CDツイン テレビ・こどものうた〜魔法戦隊マジレンジャー〜』                                                          | 2005年6月22日  |                  |
| 魔法戦隊マジレンジャー       | 『2005年度 おゆうぎ会･はっぴょう会用CD(4) 魔法戦隊マジレンジャー』                                                   | 2005年8月24日  | 教則CD           |
| 魔法戦隊マジレンジャー       | 『魔法戦隊マジレンジャー オリジナルサウンドアルバムマジカルサウンドステージ3 トラベリオン マジカルサウンドツアーズ』 | 2005年9月28日  |                  |
| 魔法戦隊マジレンジャー       | 『マジカルコンプリートソングス 魔法戦隊マジレンジャー全曲集』                                                        | 2005年12月21日 | ベストアルバム   |
| 呪文降臨〜マジカル・フォース | 『SisterMAYO 1号』                                                                                                   | 2010年7月21日  |                  |

## カバー
| 曲名                         | アーティスト         | 収録作品                                                     | 備考         |
| ---------------------------- | -------------------- | ------------------------------------------------------------ | ------------ |
| 魔法戦隊マジレンジャー       | ANIMETAL             | アルバム『ANIMETAL・MARATHON VII〜戦え! メタル・ヒーロー〜』 |              |
| 呪文降臨〜マジカル・フォース | サイキックラバー     | DVD『LIVE 2007 Shibuya-Mutation』                            | セルフカバー |
| 呪文降臨〜マジカル・フォース | サイキックラバー     | DVD『スーパーヒーローミュージックスタジオ SECOND』           | セルフカバー |
| 呪文降臨〜マジカル・フォース | 暮井珠緒（大坪由佳） | 邪名曲たち                                                   |              |